# Vindala kyrka

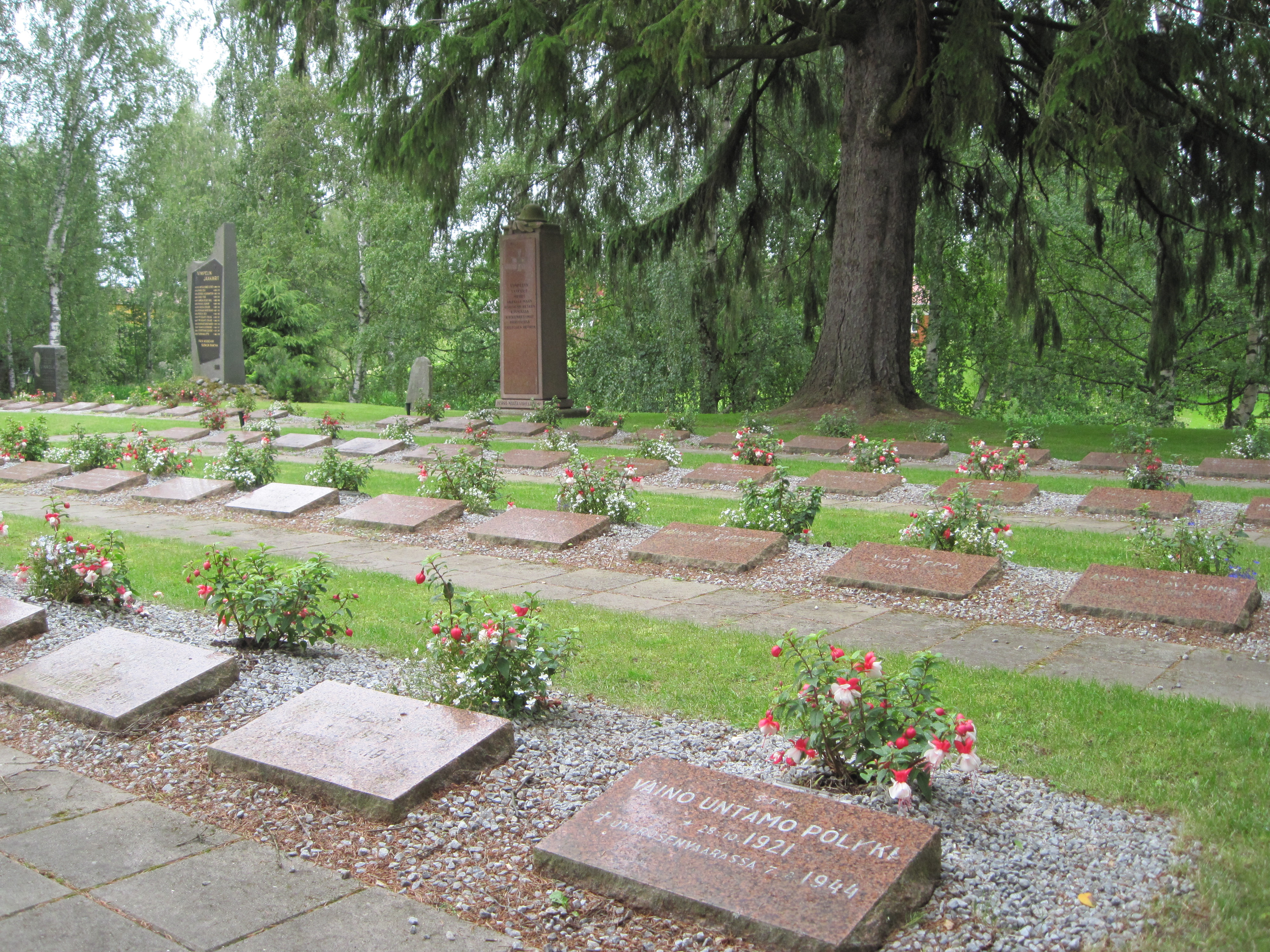
Vindala kyrka, hjältegravar.

Vindala kyrka finns i Vindala  i Södra Österbotten, Finland. Den stod klar  1807, men invigdes först 1811. Kyrkan har form av rundkyrka med tolv knutar, timrad i stock. På grund av sin form kallas den också  Den runda kyrkan. Klockstapeln byggdes samma år som kyrkan. 
Vindala kyrka är sällsynt i sitt slag. Kung Gustav III hade blivit inspirerad av det romerska Pantheon-templet och gett order om att intendentkontoret i Stockholm skulle låta bygga liknande kyrkor i Sverige. Arkitekt för kyrkan i Vindala blev pedersörebon Jacob Rijf. Man antar att han hämtade den närmaste förebilden från den runda garnisonkyrkan i Tavastehus. I början av 1800-talet övergav man byggandet av runda kyrkor och den här blev Rijfs sista stora bygge. 
Också kyrkans interiör är speciell. På båda sidor om altaret finns två avsatser som ser ut som två predikstolar. Den ena är för prästen och den andra för försångaren. Altartavlan är målad av hovmålare R. W. Ekman (1872). Temat är "Kristus på korset". Texten under altartavlan är nattvardens instiftelseord och de har textats av vindalabon Anders Oskar Strang senare Pekkala.
Orgeln från (1944) är byggd av Kangasala orgelfabrik. Den är pneumatisk, har två manualer och 15 stämmor.
På grund av den speciella formen har det krävts många renoveringar för att hålla kyrkan i skick. Kyrkan renoverades in- och utvändigt senast 1998–1999. Altarbordet flyttades fram från väggen, toaletter byggdes, sakristian förnyades, kyrkan fick ett museirum och belysningen byttes ut.